# Karolingisch
Met Karolingisch duidt men een periode aan die tijdens de regering van Karel de Grote (768-814) werd ingezet. Grofweg van het midden van de achtste eeuw tot en met het begin van de tiende eeuw van onze jaartelling.
Karel zette actief een nieuwe bloeiperiode in gang op het gebied van wetenschap en cultuur. Hiertoe verzamelde hij geleerden en kunstenaars uit zijn hele rijk om zich heen. Met name de Angelsaksische geleerde Alcuinus van York speelde aan het hof een grote rol als stimulator en leraar van onder anderen Karel de Grote zelf en zijn kinderen en andere familieleden. 
Deze Karolingische renaissance zou grote invloed hebben op het Europa van de 8e en 9e eeuw.
Ook voorwerpen uit die tijd (zoals de fibula van Dorestad) worden met de term Karolingisch aangeduid.